# Нуврон-Венгре
Нувро́н-Венгре́ (фр. Nouvron-Vingré) — коммуна во Франции, находится в регионе Пикардия. Департамент коммуны — Эна. Входит в состав кантона Вик-сюр-Эн. Округ коммуны — Суассон.
Код INSEE коммуны — 02562.

## Население
Население коммуны на 2010 год составляло 226 человек.
| 1962 | 1968 | 1975 | 1982 | 1990 | 1999 | 2010 |
| ---- | ---- | ---- | ---- | ---- | ---- | ---- |
| 219  | 221  | 200  | 200  | 193  | 200  | 226  |

## Экономика
В 2010 году среди 146 человек трудоспособного возраста (15—64 лет) 108 были экономически активными, 38 — неактивными (показатель активности — 74,0 %, в 1999 году было 73,7 %). Из 108 активных жителей работали 94 человека (54 мужчины и 40 женщин), безработных было 14 (9 мужчин и 5 женщин). Среди 38 неактивных 12 человек были учениками или студентами, 10 — пенсионерами, 16 были неактивными по другим причинам.